# Furtschellas

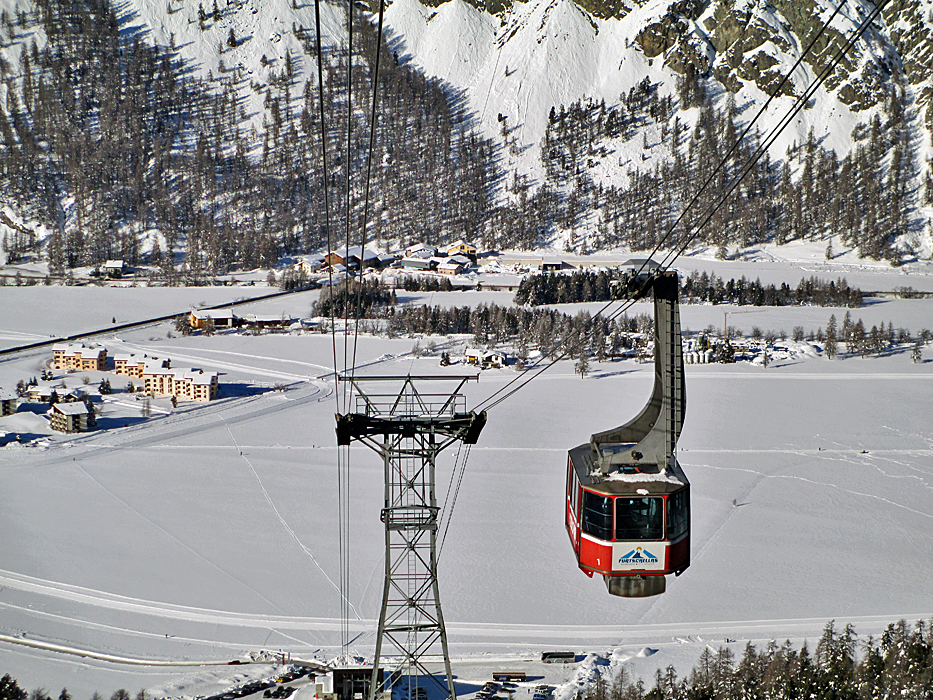
Luftseilbahn Sils Maria-Furtschellas

Furtschellas ist ein kleines Skigebiet im Engadin im schweizerischen Kanton Graubünden, das direkt an Sils-Maria angrenzt. Das weitläufige Gebiet ist mit nur wenigen Liften erschlossen und bietet so eine artenreiche Berglandschaft. Furtschellas ist Teil des grösseren Skigebiets Corvatsch-Furtschellas.

## Mineralfunde
Aufgrund seiner geologischen Bedeutung als Mangan-Lagerstätte mit linsenförmigen und manganreichen Erzen in siliciumhaltigen Schiefern ist Furtschellas auch bekannt als Fundgebiet für verschiedene Manganminerale wie unter anderem Alleghanyit, Ardennit-(As), Braunit, Friedelit, Galaxit, Parsettensit, Pyrosmalith-(Mn), Pyroxmangit, Rhodochrosit, Rhodonit, Sonolith, Spessartin, Tephroit und Todorokit sowie der Calcitvarietät Manganocalcit und dem fast überall zu findenden Quarz.

## Einzelnachweis
1. ↑  Mindat - Fundortbeschreibung und Mineralliste von Furtschellas, Piz Corvatsch, Engadin, Graubünden, Schweiz (englisch)